# シロガシラ
シロガシラ（学名：Pycnonotus sinensis）は、ヒヨドリ科に分類される鳥類の1種。ヒヨドリの仲間。名前の由来は、頭頂部が白いことより。

## 分布
日本では南西諸島に限定する。日本国外では、台湾・中国南部を中心に多数生息している。八重山諸島（石垣島・西表島・小浜島・黒島・波照間島・与那国島）に留鳥として生息する日本固有の亜種ヤエヤマシロガシラ (P. s. orii) とは異なる台湾原産の亜種タイワンシロガシラ (P. s. formosae) の人為的に持ち込まれたと考えられる個体群が沖縄本島南部で繁殖し、作物への食害を起こしている。

## 生態
ヒヨドリの近縁種であるが、ヒヨドリの甲高い耳障りなさえずりとは異なり、ツグミ類にも似た美しく、また複雑なさえずりをする。この種は何通りものさえずりのパターンを持っている。
人にそれほど警戒心を示さず、高い樹上や電線の上などの見通しの良い場所に好んで止まる。

## 歌謡曲におけるシロガシラ
1928年に、野口雨情・作詞、中山晋平・作曲による「白頭鳥（ペタコ）」という童謡が発表された。この歌は、野口と中山が前年、台湾を訪問した際、そこで見かけたこの鳥を題材に作ったもの。台湾では学校唱歌として歌われ、広く愛された。
この「白頭鳥」とは通常ヒヨドリそのものを指す漢語であるが、ここでは、シロガシラのことである。この鳥は、台湾に特徴的な鳥として多くの日本人には強い印象を与えた。
台湾原住民族の村を舞台にした、李香蘭主演の映画「サヨンの鐘」の挿入歌である「なつかしの蕃社」にもこのペタコが登場する。

## 台湾・中国における名称
上記のペタコとは、台湾語での言い方で、「白頭鵠（pe̍h-thâu-khok）」のこと。
台湾語では、白頭鵠仔（pe̍h-thâu-khok-á）がより一般的な言い方である。閩南語でもこの言い方を使う。